# Botusfleming
Botusfleming – wieś w Anglii, w Kornwalii. Leży 98 km na wschód od miasta Penzance i 313 km na południowy zachód od Londynu. W 2001 miejscowość liczyła 783 mieszkańców.